# Az öreg hölgy látogatása
Az öreg hölgy látogatása (eredeti cím: Der Besuch der alten Dame) Friedrich Dürrenmatt legismertebb, legtöbbet játszott drámája. „Tragikus komédia” – ahogy a szerző a színdarab műfaját meghatározta.
A színművet magyarul először az Európa Könyvkiadó adta ki a Modern Könyvtár című sorozatában 1958-ban, Fáy Árpád fordításában, A milliomosnő látogatása címmel.
A darabot Magyarországon először 1959. június 24-én mutatták be Fáy Árpád fordításában a Vígszínházban, akkori nevén Magyar Néphadsereg Színházban. Az előadást Kazán István rendezte a főszerepet Sulyok Mária Alfred Illt pedig Bilicsi Tivadar játszotta.

## Történet
Az öreg hölgy apja egyszerű építőmester volt, Güllen városában.
A lánya, Claire Zachanassian beleszeret egy bizonyos Illbe és teherbe esik tőle. Ill a bírósági tárgyaláson hamis tanúk segítségével „bizonyítja”, hogy ők is szeretkeztek a lánnyal. A megalázott nő  elhagyja a várost. Gyermeke egyéves korában meghal, Claire a szó minden értelmében az utcára kerül.
Falja a férjeket. Güllenbe a hetedikkel érkezik, esküvőjét már itt tartja a nyolcadikkal. A kilencedik férj egy dohányültetvényes, de jön még egy filmszínész, aztán egy Nobel-díjas tudós.
Claire hatalmas vagyont örökölt. Már régen milliárdjai vannak.
Egymilliárdot ajánl fel a városnak, ha megölik első szeretőjét, Illt. A gülleniek először felháborodnak, de a pénz csábítása szép lassan megtöri őket. A „becsületes polgárok” végül elkövetik kollektív gyilkosságot.

## Filmek
- 1959: címszereplő Elisabeth Flickenschildt
- 1964: címszereplő Ingrid Bergman
- 1971: címszereplő Mary Marquet
- 1982: címszereplő María Schell
- 1989: címszereplő Jekatyerina Vasziljeva
- 1992: szenegáli film: „Hiénák”, rendező: Diop Mambéty
- 1996: címszereplő Line Renaud
- 1996: címszereplő Isabel Sarli
- 2008: címszereplő Christiane Hörbiger

## Magyarul
- A milliomosnő látogatása. Tragikus komédia; ford., utószó Fáy Árpád; Európa, Bp., 1958 (Modern könyvtár)
- Az öreg hölgy látogatása; ford. Fáy Árpád, utószó Jánosházy György; Irodalmi, Bukarest, 1964
- Az öreg hölgy látogatása. Tragikus komédia; ford. Kurdi Imre; Magvető, Bp., 2019 (Színház az egész)

## Opera

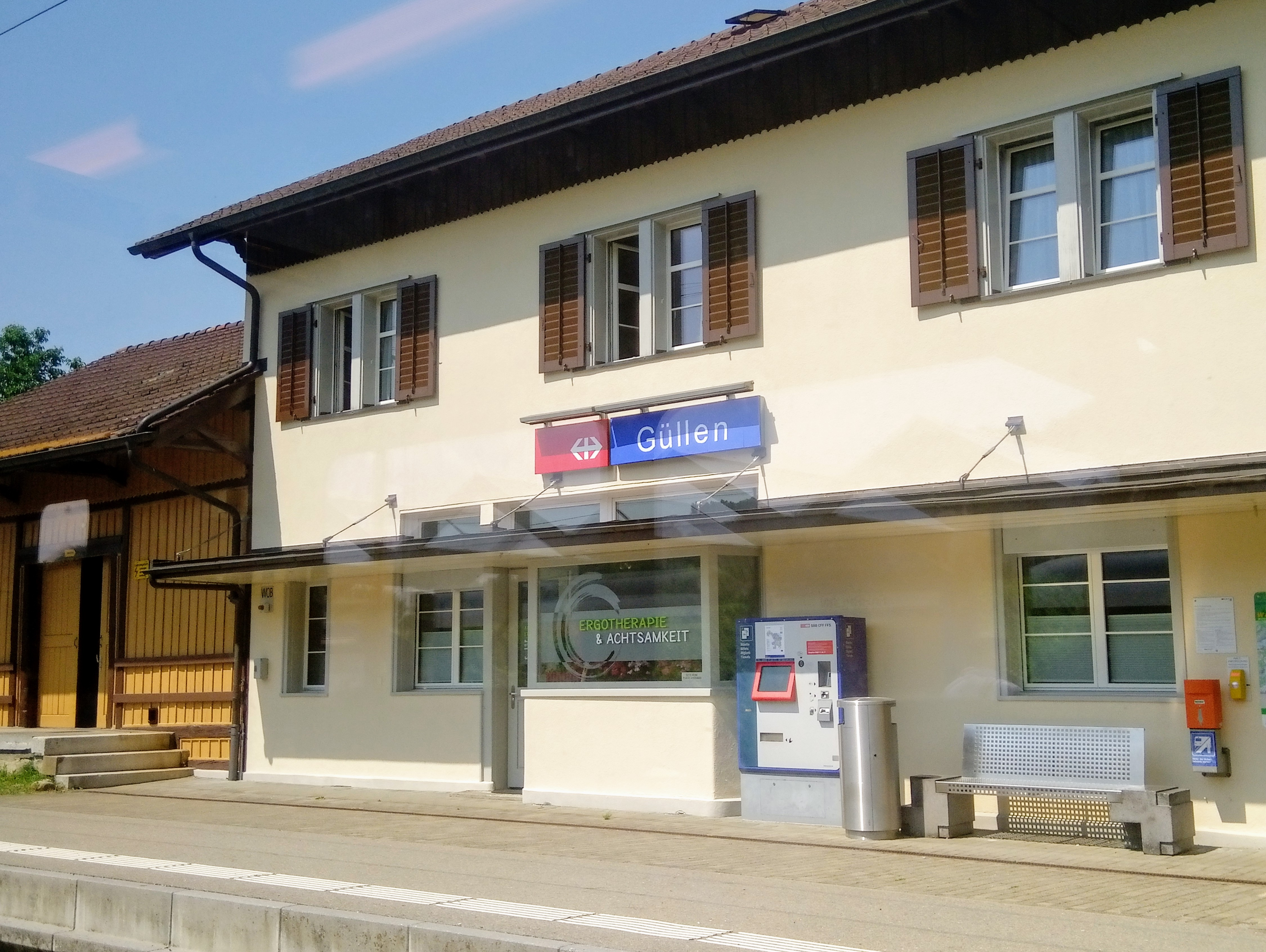
A berlingeni vasútállomás, melynek feliratát a darab bemutatása alkalmából ideiglenesen Güllenre változtatták

- 1971: Az öreg hölgy látogatása(wd) (Der Besuch der alten Dame), zeneszerző Gottfried von Einem – Theater an der Wien

## Musical
- 2013: „Thunerseespiele” színház, Thun, Bern kanton, Svájc (zene: Moritz Schneider, Michael Reed; dalszövegek: Wolfgang Hofer; adaptáció: Christian Struppeck)[2]

- 2014: „Ronacher” Színház, Bécs, Ausztria (zene: Moritz Schneider, Michael Reed; dalszövegek: Wolfgang Hofer; adaptáció: Christian Struppeck)[3]